# Kelsey Card
Kelsey Card (ur. 20 sierpnia 1992 w Plainview) – amerykańska lekkoatletka specjalizująca się w rzucie dyskiem i pchnięciu kulą.
Brązowa medalistka mistrzostw panamerykańskich juniorów (2011). W 2014 dwukrotnie została mistrzynią NACAC wśród młodzieżowców. Siódma zawodniczka igrzysk panamerykańskich z Toronto (2015). Rok później zadebiutowała na igrzyskach olimpijskich w Rio de Janeiro, gdzie w eliminacjach zajęła 25. miejsce i nie awansowała do finału.
Medalistka mistrzostw Stanów Zjednoczonych. Stawała na najwyższym stopniu podium czempionatu NCAA.
Rekord życiowy: rzut dyskiem (stadion) – 63,52 (11 czerwca 2016, Eugene); rzut dyskiem (hala) – 59,74 (16 stycznia 2016, Madison); pchnięcie kulą (stadion) – 18,56 (6 maja 2016, Madison); pchnięcie kulą (hala) – 17,85 (22 stycznia 2016, Minneapolis).

## Osiągnięcia
| Rok  | Impreza                              | Miejsce        | Konkurencja    | Lokata            | Wynik |
| ---- | ------------------------------------ | -------------- | -------------- | ----------------- | ----- |
| 2011 | Mistrzostwa panamerykańskie juniorów | Miramar        | pchnięcie kulą | 3. miejsce        | 15,03 |
| 2014 | Młodzieżowe mistrzostwa NACAC        | Kamloops       | rzut dyskiem   | 1. miejsce        | 53,82 |
| 2014 | Młodzieżowe mistrzostwa NACAC        | Kamloops       | pchnięcie kulą | 1. miejsce        | 17,32 |
| 2015 | Igrzyska panamerykańskie             | Toronto        | rzut dyskiem   | 7. miejsce        | 57,00 |
| 2016 | Igrzyska olimpijskie                 | Rio de Janeiro | rzut dyskiem   | el. – 25. miejsce | 56,41 |
| 2019 | Igrzyska panamerykańskie             | Lima           | rzut dyskiem   | 7. miejsce        | 58,94 |
| 2019 | Mecz Europa – USA                    | Mińsk          | rzut dyskiem   | 7. miejsce        | 60,35 |
| 2019 | Mistrzostwa świata                   | Doha           | rzut dyskiem   | el. – 14. miejsce | 61,32 |
| 2021 | Igrzyska olimpijskie                 | Tokio          | rzut dyskiem   | el. – 28. miejsce | 56,04 |